# 그래머톨러지
문자학(Grammatology)은 1952년 언어학자인 이그네이스 겔브가 문자에 대한 학술 연구회에서 처음 사용한 용어로, 문자에 대한 유형 분류 체계와 문자의 구조적인 특성에 대한 분석, 문어와 구어의 관계 등을 포함하며 넓은 의미에서 몇몇 철학자들은 문해에 대한 연구 및 철학, 종교, 과학, 행정 등 사회 조직의 다양한 분야에서의 영향에 대한 연구 또한 포함시키기도 한다.
문자에 대한 역사와 이론 측면으로 문자학을 이해하고 이를 활용한 학자로는 마샬 맥루한, 에릭 해블록, 월터 옹, 잭 구디 등이 있다. 또한 기술의 기여 및 언어의 재료와 사회적 장치의 고찰에 대한 문제에서도 사용되며, 이러한 이론적 논의에 활용한 학자로는 프리드리히 키틀러, 아비탈 로넬 등이 있다.

## 같이 보기
- 문자
- 문어 (언어)
- 구어
- 구조주의
- 탈구축